# Acrapex carnea
Acrapex carnea är en fjärilsart som beskrevs av George Francis Hampson 1905. Acrapex carnea ingår i släktet Acrapex och familjen nattflyn. Inga underarter finns listade i Catalogue of Life.